# Bunny Yeagerová
Linnea Eleanor „Bunny“ Yeagerová (nepřechýleně Bunny Yeager; 13. března 1929 – 25. května 2014) byla americká fotografka a pin-up modelka.

## Život a dílo
Narodila se 13. března 1929 na předměstí Pittsburghu ve Wilkinsburgu v Pensylvánii, otci Raymondu Conradovi a matce Linnee (roz. Sherlin) Yeagerovým. Když jí bylo 17 let, její rodina se přestěhovala na Floridu. Měla přezdívku „Bunny“ podle herečky Lany Turnerové a její roli Bunny Smith ve filmu Week-End at the Waldorf z roku 1945. Přezdívku dostala také díky své roli Velikonočního zajíčka ve vysokoškolské hře.
Vystudovala Miami Edison High School a poté se zapsala na Coronet Modeling School and Agency. Vyhrála řadu lokálních soutěží krásy včetně Queen of Miami, Florida Orchid Queen, Miss Trailercoach of Dade County, Miss Army & Air Force, Miss Personality of Miami Beach, Queen of the Sports Carnival a Cheesecake Queen roku 1951. Stala se jednou z nejvíce fotografovaných modelek v Miami. Její portréty se objevily ve více než 300 novinách a časopisech.
Také navrhovala a šila oblečení, které ona sama nosila, nebo její modelky; jednou se pochlubila, že při modelingu nikdy nenosila stejný outfit. Navrhla a vyrobila stovky bikin v době, kdy novou módní značkou začaly být dvoudílné plavky; to je také spojováno s její popularitou v Americe. Německá módní společnost Bruno Banani rozpracovala celou řadu plavek založených na jejích modelech z padesátých let.
Yeagerová začala fotografovat, aby ušetřila peníze kopírováním svých vlastních modelingových snímků a v roce 1953 se přihlásila do večerní školy. Její kariéra profesionální fotografky začala fotografováním Marie Stinger (byl to první školní úkol), jejíž portréty prodala časopisu Eye. Ten je v březnu 1954 publikoval na obálce. Stala se technicky erudovanou fotografkou, která jako jedna z prvních začala používat techniku fill flash (výplňkový blesk), aby při focení na jasném slunci prokreslila temné stíny. Byla jednou z prvních fotografů, kteří fotografovali své modely venku s přirozeným světlem. Matt Schudel napsal v The Washington Post, že její obrazy jsou živé a dynamické: „Preferovala aktivní pózy a přímý pohled do objektivu fotoaparátu, což mohlo být interpretováno buď jako hravá nevinnost nebo čistý chtíč.“
V roce 1954 potkala v Miami Bettie Page a ve stejném roce s ní pořídila většinu fotografií. Během jejich krátké spolupráce pořídila více než 1000 snímků. Spolu s fotografem Irvingem Klawem sehrála Yeagerová důležitou roli, aby pomohla Bettie Page na cestě ke slávě a to zejména jejími fotografiemi v časopise Playboy. Zajistila fotografování v dnes již uzavřeném safari parku Africa U.S.A. Park ve floridském městě Boca Raton. Výsledkem byla série fotografií Jungle-Queen („Královna džungle“), což jsou nejuznávanější fotografie její kariéry, mezi nimiž jsou také akty s párem gepardů. Kostýmy s levhartími vzory navrhla sama Page. Bunnie Yeagerová poslala její fotografie zakladateli časopisu Playboy Hughu Hefnerovi a Bettie Page se v lednu 1955 stala dívkou měsíce, v časopise vyšla její série fotografií. Ve stejném roce získala titul „Miss Pinup Girl of the World“, a i když kariéra mnoha pin-up girls trvala jen několik měsíců, byla Bettie Page žádanou modelkou až do roku 1957. I když často pózovala nahá, neobjevila se nikdy ve scénách s pornografickým zaměřením. Časopis American Photo v článku z roku 1993 popsal práci Yeagerové s Page jako „soubor snímků jedním z nejpamátnějších a nejuznávanějších erotických děl“. Mezi nejznámější snímky Page od Yeagerové patří kromě série fotografií s párem živých gepardů také lednový Playboy z roku 1955, ve kterém klečí a na sobě má jen Santův klobouk.
Yeagerová byla v padesátých a šedesátých letech velmi úspěšná pin-up fotografka, a to natolik, že její práce byla v té době popisována jako všudepřítomná. I nadále pokračovala ve spolupráci s časopisem Playboy, pro který kromě titulních stran a mnoha jiného nafotila i osm centerfoldů. Objevila playmate roku 1956 Lisu Winters. Yeagerová se sama jako modelka v časopise Playboy objevila pětkrát. Jeden z jejích portrétů byl pod nadpisem „Queen of the Playboy Centerfolds“ a vyfotografoval ji Hugh Hefner.
Její práce byly také publikovány v mainstreamových časopisech své doby, jako například Cosmopolitan, Esquire, Pageant, Redbook nebo Women's Wear Daily. Její fotografie modelky Ursuly Andressové, jak se vynořuje z vody na jamajské pláži pro film Jamese Bonda Dr. No z roku 1962, jsou pravděpodobně její nejznámější fotografie bikin. Objevila mnoho pozoruhodných modelek.
Zemřela na srdeční selhání 25. května 2014.

## Knihy
- YEAGEROVÁ, Bunny. Photographing the Female Figure. Greenwich, CT: Fawcett, 1957. OCLC 857095939 (anglicky)
- BUNNY, Yeagerová. The Diane Weber Album. Compiled by George Harrison Marks. London: Kamera, 1959. OCLC 774607072 (anglicky)
- YEAGEROVÁ, Bunny. Bunny Yeager's Photo Studies. Louisville, KY: Whitestone, 1960. OCLC 61235675 (anglicky)
- YEAGEROVÁ, Bunny. How to Take Figure Photos. Louisville, KY: Whitestone, 1962. OCLC 504087525 (anglicky)
- YEAGEROVÁ, Bunny. Bunny Yeager's Art of Glamour Photography. Philadelphia: Chilton, 1962. OCLC 78679674 (anglicky)
- YEAGEROVÁ, Bunny. How I Photograph Nudes. New York: A.S. Barnes, 1963. OCLC 1291129 (anglicky)
- YEAGEROVÁ, Bunny. How to Photograph the Figure. Louisville, KY: Whitestone, 1963. (anglicky)
- YEAGEROVÁ, Bunny. How I Photograph Myself. New York: A.S. Barnes, 1964. OCLC 9073319 (anglicky)
- YEAGEROVÁ, Bunny. ABC's of Figure Photography. Louisville, KY: Whitestone, 1964. OCLC 429407 (anglicky)
- YEAGEROVÁ, Bunny. 100 Girls: New Concept in Glamour Photography. South Brunswick, NJ: A.S. Barnes, 1965. OCLC 9113119 (anglicky)
- YEAGEROVÁ, Bunny; FLOREANI, Tony. Drawing the Human Figure Using Photographs. New York: A.S. Barnes, 1965. OCLC 876830405 (anglicky)
- YEAGEROVÁ, Bunny. Camera in the Caribbean. Louisville, KY: Whitestone, 1965. (anglicky)
- YEAGEROVÁ, Bunny. Camera in Jamaica. London: Yoseloff, 1966. OCLC 810724774 (anglicky)
- YEAGEROVÁ, Bunny. Camera in Mexico. Greenwich, CT: Whitestone, 1967. OCLC 1975709 (anglicky)
- YEAGEROVÁ, Bunny. The 100 Calorie Miracle Diet. New York: Pinnacle, 1975. OCLC 3462112 (anglicky)
- YEAGEROVÁ, Bunny. The Amazing 600 Calorie Model's Diet. West Nyack, NY: Parker, 1980. Dostupné online. ISBN 9780130237705. (anglicky)
- YEAGEROVÁ, Bunny. Bettie Page Confidential. New York: St. Martin's, 1994. ISBN 0312109407. (anglicky)
- YEAGEROVÁ, Bunny; KROLL, Eric. Bunny's Honeys. Cologne, DE: Taschen, 1994. ISBN 9783822893296. (en, French, German)
- YEAGEROVÁ, Bunny. Bunny Yeager. Cologne, DE: Taschen, 1995. (30 Postcards; sv. 67). ISBN 9783822888773. (anglicky)
- YEAGEROVÁ, Bunny. Betty Page. Cologne, DE: Taschen, 1996. (30 Postcards; sv. 78). ISBN 9783822885062. (anglicky)
- YEAGEROVÁ, Bunny. Peepshow: 1950s Pin-ups in 3D. Hombrechtikon, CH: Olms, 2001. ISBN 9783283004293. (anglicky)
- YEAGEROVÁ, Bunny. Bunny Yeager's Pin-up Girls of the 1950s. Atglen, PA: Schiffer, 2002. ISBN 9780764314735. (anglicky)
- YEAGEROVÁ, Bunny. Bikini Girls of the 1960s. Atglen, PA: Schiffer, 2002. ISBN 9780764317354. (anglicky)
- YEAGEROVÁ, Bunny. Bunny Yeager's Bikini Girls of the 1950s. Atglen, PA: Schiffer, 2004. ISBN 0764320025. (anglicky)
- YEAGEROVÁ, Bunny. Bunny Yeager's Pin-up Girls of the 1960s. Atglen, PA: Schiffer, 2005. ISBN 9780764323348. (anglicky)
- YEAGEROVÁ, Bunny. Bunny Yeager's Flirts of the Fifties. Atglen, PA: Schiffer, 2007. ISBN 0764326376. (anglicky)
- YEAGEROVÁ, Bunny. Striptease Artists of the 1950s. Atglen, PA: Schiffer, 2008. ISBN 9780764328008. (anglicky)
- YEAGEROVÁ, Bunny. Femmes Fatales of the 1950s. Atglen, PA: Schiffer, 2008. ISBN 9780764330308. (anglicky)
- YEAGEROVÁ, Bunny. Bunny Yeager’s Bouffant Beauties. Atglen, PA: Schiffer, 2009. ISBN 9780764332258. (anglicky)
- YEAGEROVÁ, Bunny. Bunny Yeager’s Beautiful Backsides. [s.l.]: Schiffer, 2012. ISBN 9780764339639. (anglicky)
- MASON, Petra. Bunny Yeager's Darkroom: Pin-up Photography's Golden Era. [s.l.]: [s.n.] ISBN 9780847838554. (anglicky) Předmluva: Dita Von Teese; fotografie: Bunny Yeagerová.